# آنجرونیا
آنجرونیا (به ایتالیایی: Angrogna) یک کومونه در ایتالیا است که در استان تورین واقع شده‌است.

## خصوصیات
آنجرونیا ۳۸٫۷ کیلومترمربع مساحت و ۸۷۰ نفر جمعیت دارد و ۷۸۲ متر بالاتر از سطح دریا واقع شده‌است.